# Liste des gares du Cantal

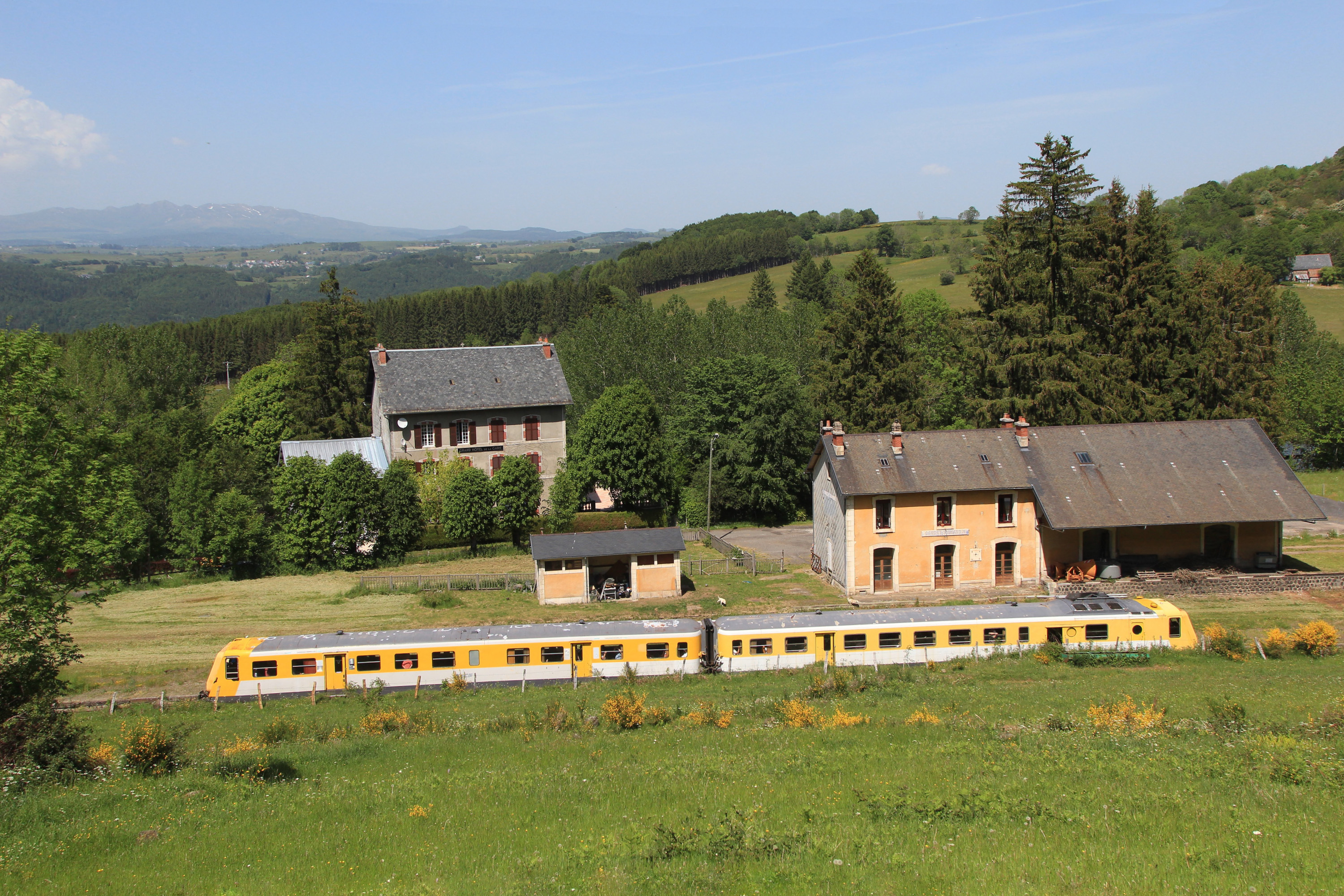
L'ancienne gare de Condat - Saint-Amandin.

La liste des gares du Cantal, est une liste des gares ferroviaires, haltes ou arrêts, situées dans le département du Cantal, en région Auvergne-Rhône-Alpes.
Gares et haltes, triées par ordre alphabétique, existantes ou ayant existé dans le département du Cantal.

## Gares ferroviaires des lignes du réseau national
Seules les gares de Massiac - Blesle, Neussargues et Saint-Flour sont desservies par des trains Intercités. Toutes les gares de la liste ci-dessous sont desservies par des TER.
Les gares de Maurs, Neussargues et Saint-Flour - Chaudes-Aigues sont ouvertes au transport de marchandises.[réf. souhaitée] Celles d'Aurillac et de Murat ont, quant à elle, fermé leurs gares aux marchandises en 2009.

### Gares ouvertes au trafic voyageurs
- Gare d'Aurillac
- Gare de Lacapelle-Viescamp
- Gare de Laroquebrou
- Gare du Lioran
- Gare de Massiac
- Gare de Maurs
- Gare de Murat
- Gare de Neussargues
- Gare de Pers
- Gare de Saint-Flour - Chaudes-Aigues
- Gare de Vic-sur-Cère
- Gare de Viescamp-sous-Jallès
- Gare d'Ytrac

### Gares fermées au trafic voyageurs
- Gare d'Allanche
- Gare de Condat - Saint-Amandin
- Gare de Ferrières-Saint-Mary
- Gare de Miécaze
- Gare de Molompize
- Gare de Sainte-Anastasie
- Gare de Talizat

### Gares ouvertes au trafic touristique voyageurs duGentiane express
- Gare de Riom-ès-Montagnes
- Gare de Lugarde - Marchastel